# Transfer (Stanisław Lem)
In seinem Roman Transfer (auch: Rückkehr von den Sternen) von 1961 beschreibt Stanisław Lem eine futuristische Gesellschaft, in der alle Menschen durch eine Behandlung bei der Geburt ihre aggressiven Instinkte aufgegeben haben.

## Personen
Die Erzählperspektive ist die des Piloten Hal Bregg, der von einem 10-jährigen Raumflug zurückkehrt, während dessen die Erde durch die Zeitdilatation 127 Jahre in die Zukunft gelangt ist. Er begegnet der Schauspielerin Aen Aenis, die die luxuriöse, oberflächliche Lebensweise der Gesellschaft verkörpert und dem Mädchen Eri, in das Bregg sich verliebt.

## Handlung
Nach der Rückkehr von ihrem Raumflug erlebt die Besatzung eine dramatisch veränderte Menschheit. Die Veränderung ist neben der technologischen Weiterentwicklung vor allem gesellschaftlicher Art. Die Menschen leben durch die sogenannte Betrisierung gewaltfrei und ohne Aggressionen. Verteilungskämpfe und Konflikte finden nicht mehr statt, stattdessen machen gesellschaftliche Vergnügungen, virtuelle Erlebnisse, Kleidung, Konsum und oberflächlicher Umgang das Leben aus. In der Gesellschaft spielt Geld keine große Rolle mehr, da eine Vielzahl intelligenter Roboter nahezu alle Dienstleistungen und Produktion erledigt. Alles Gefährliche ist aus dem Leben entfernt worden, durch einen Antigravitationsmechanismus sind sogar Verletzungen bei Unfällen mit Fortbewegungsmitteln unmöglich geworden. Die Gesellschaft ist zwar komplex bis unbegreiflich und voller fremdartiger Gepflogenheiten und Umgangsformen, aber gleichzeitig energielos und langweilig, ohne Spannung und Neugier. Niemand interessiert sich mehr für die Jahre ihres Lebens, die die Raumfahrer für ihre gefährliche und einsame Aktion geopfert haben. Selbst Liebesbeziehungen sind erschreckend leblos und ohne jegliche Intensität.
Bregg macht die Bekanntschaft dreier Frauen, die sich wegen seiner einzigartigen Aggressivität (die aus Gegenwartssicht eher als Sanftmut bezeichnet werden müsste) von ihm angezogen fühlen. Aus der dritten Begegnung erwächst eine Liebesbeziehung, die ihn veranlasst, sich doch mit dem Leben auf der Erde zu arrangieren.
Die Mitglieder seiner Mannschaft, die neben ihm als einzige in dieser Gesellschaft noch ihre natürliche menschliche Wildheit besitzen, können sich nicht integrieren und sie beschließen, abgestoßen von dieser Art von Zukunft, einen Raumflug zu planen, der sie weg von der Erde zu den Sternen bringt.

## Interpretation und Bewertung
Lems Roman fragt nach dem Sinn einer Forschung (nicht nur der Raumfahrt, sondern des wissenschaftlich-zivilisatorischen „Fortschritts“ insgesamt), die den Menschen seiner eigenen Welt entfremdet. Die Technik als solche spielt dabei nicht die Hauptrolle. Die Parallelwelt aus Robotern spiegelt im Roman nur die künftig zu erwartenden Effekte der Automatisierung der Arbeitswelt. Die ausrangierten Roboter beklagen ihren Zustand und jammern wie alte und gebrechliche Arbeiter; sie können auf dem Roboterfriedhof landen oder geisteskrank werden.
Doch in den Vordergrund tritt die Beschreibung der Entfremdungsphänomene einer durch medikamentöse Dämpfung ihrer Aggressionen, aber damit auch vieler emotionaler Ausdrucksmöglichkeiten beraubten Menschheit. Während die heroischen Taten der Erkundung der Sternenwelt verblassen, ist die Glättung der Affekte durch Konsum und Medikamente ein Symbol für die Errungenschaften der westlichen Zivilisation, der sich nur wenige Menschen entziehen können und die auch in Polen nach dem Polnischen Oktober spürbar waren. Die Erde ist damit gewissermaßen weitgehend feminisiert. Die „neuen“ Männer sind klein, unauffällig und schwach. Die Sehnsucht nach Romantik ist aber nicht gestorben: Die neue „weiche“, feminine Seite der Zivilisation bleibt für Männer verlockend, die ihre Aggressivität behalten haben, so wie deren archaische Verhaltensweisen umgekehrt anziehend auf Frauen wirken. Das Geschlechterbild ist hier sehr konventionell gezeichnet; Frauen sind für Emotionen zuständig; gerade diese Emotionalität ist es, die die Männer als bedrohlich empfinden.
In einem Interview äußerte sich Lem nachträglich negativ über sein Werk: „Mich stört die Sentimentalität dieses Buches; die Helden sind Muskelprotze, und die Heldin ist von Pappe.“

## Ausgaben
- Stanisław Lem: Powrót z gwiazd. Czytelnik, Warszawa 1961
- Stanisław Lem: Transfer. Deutsche Übersetzung von Maria Kurecka, Marion-von-Schröder-Verlag, Düsseldorf 1974
- dieselbe Übersetzung auch erschienen als: Rückkehr von den Sternen. Insel-Verlag, Frankfurt am Main 1984
- als Hörspiel unter dem Titel Rückkehr zur Erde (Regie: Andreas Weber-Schäfer). SDR 1974.
- Stanisław Lem: Rückkehr von den Sternen. Deutsche Übersetzung von Maria Kurecka, Ullstein Verlag (List), Berlin 2013, ISBN 978-3-5486-0146-5